# 吳表臣
吳表臣（1086年—1152年），字正仲，晚號湛然居士，永嘉（今浙江温州）人。
少時隨周行己讀書。北宋大觀三年（1109年），和兄長吳鼎臣同中進士，擢拔為通州司理，為知州陳瓘所器重。北宋灭亡，吴表臣回鄉避乱。南宋高宗建炎四年（1130年）二月，经御史中丞赵鼎推荐，被任为监察御史。同年四月，从高宗到越州（今紹興），任右正言，知信州。绍兴元年（1131年），召为司勳员外郎。给事中胡安国因不肯草拟任命状而被罢职，秦桧、表臣等上疏恳留，俱遭贬斥。绍兴九年十月，官至礼部侍郎兼侍读，权吏部尚书。紹興十二年，以忤秦桧罢。不久，起知婺州。绍兴二十二年（1152年）卒於家，年六十七。有子吳松年、吳龜年、吳邵年。